# Pișciv, Novohrad-Volînskîi
Pișciv (în ucraineană Піщів) este localitatea de reședință a comunei Pișciv din raionul Novohrad-Volînskîi, regiunea Jîtomîr, Ucraina.

## Demografie
Componența lingvistică a localității Pișciv
     Ucraineană (99,75%)
     Alte limbi (0,25%)
Conform recensământului din 2001, majoritatea populației localității Pișciv era vorbitoare de ucraineană (99,75%), existând în minoritate și vorbitori de alte limbi.